# Raccordement de Metz-Ville à Metz-Marchandises
La raccordement de Metz-Ville à Metz-Marchandises, aussi appelée ligne de Metz-Sablon à Metz-Marchandises, est une ligne de chemin de fer française de la Moselle. Elle relie la gare de triage de Metz-Sablon à la partie nord de la gare de Metz-Ville et desservait l'ancienne gare de Metz-Marchandises.
Elle constitue la ligne no 191 300 du réseau ferré national.

## Histoire
Cette ligne est mise en service le 17 août 1908, par la Direction générale impériale des chemins de fer d'Alsace-Lorraine.
Sur cette ligne, se trouvait la gare de Metz-Marchandises aujourd'hui démolie pour permettre la construction du Centre Pompidou-Metz.

## Exploitation
Cette ligne a été mise en service pour desservir la gare de Metz-Marchandises.
Désormais, elle permet aux trains de fret venant du triage du Sablon et de la ligne de Lérouville à Metz-Ville et se dirigeant vers la ligne de Metz-Ville à Zoufftgen (ou inversement) de contourner la gare de Metz-Ville.